# Obinutuzumab
L'obinutuzumab est un anticorps monoclonal dirigé contre le CD20 et en cours de test comme médicament anticancéreux.

## Mode d'action
Par rapport au rituximab et au ofatumumab, deux autres anti CD20, il a une activité cytotoxique dépendante du système du complément moindre et dépendante des lymphocytes NK bien supérieure.

## Efficacité
Dans la leucémie lymphoïde chronique, en association avec le chlorambucil, le taux de réponse et la durée de rémission s'avère supérieure qu'avec le rituximab. il peut constituer une seconde ligne thérapeutique en cas de résistance au rituximab des lymphomes non hodgkiniens. 
Dans le lymphome folliculaire, il peut constituer un recours dans les formes réfractaires. En première ligne, il obtient des rémissions plus longues que le rituximab, avec cependant plus d'effets indésirables.